# Ernst Czernotzky

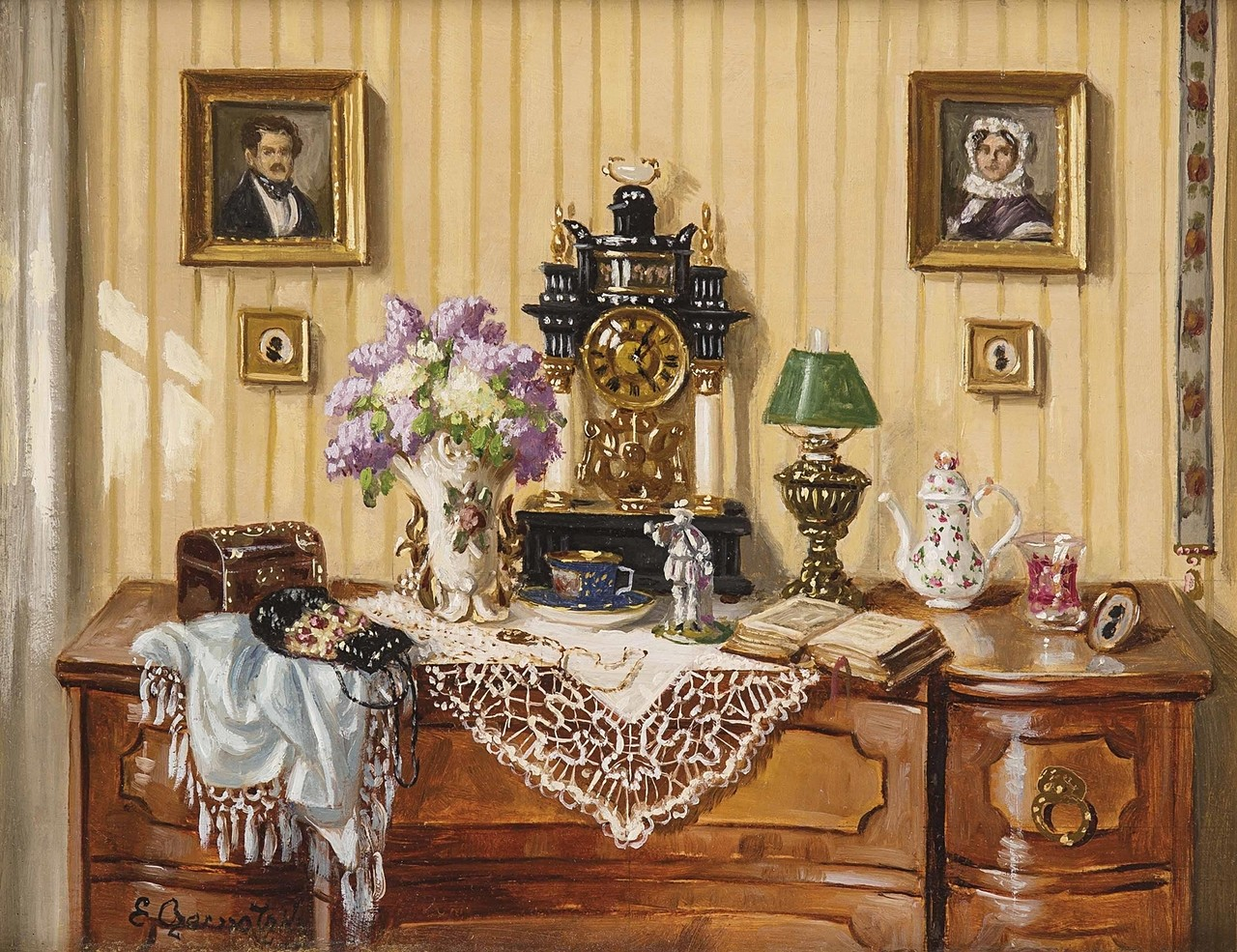
Antiquitäten-Stillleben

Ernst Czernotzky (* 7. Juli 1869 in Brünn; † 22. Februar 1939 in Wien) war ein österreichischer Stilllebenmaler tschechischer Abstammung.

## Leben
Czernotzky begann seine Malerlehre privat in Brünn bei Emil Pirchan. Nach dem Umzug nach Wien 1902 setzte er sein Studium an der privaten Mal- und Zeichenschule von David Kohn (1861–1922) fort. Er unternahm mehrere Studienreisen nach Deutschland, Belgien, Frankreich, Holland, Dänemark und Italien. Seit 1911 war er Mitglied des Österreichischen Künstlerbundes. Czernotzky widmete sich fast ausschließlich der Stilllebenmalerei nach niederländischen Vorbildern. Seine Spezialität waren Stillleben mit Antiquitäten wie Gläsern, Humpen, Kannen und Pokalen.